# Skyland Istanbul
Skyland Istanbul est un complexe de trois gratte-ciel à Istanbul en Turquie. Il est composé de deux tours jumelles de 284 mètres construites en 2017 abritant des bureaux pour l'une et des résidences pour l'autre ainsi que d'une tour de 180 mètres abritant un hôtel.